# Tommy Jansson
Per Tommy Jansson, född 2 oktober 1952 i Klosters församling i Eskilstuna, död 20 maj 1976, var en svensk speedwayförare som dödskraschade genom en olyckshändelse på Gubbängens Motorstadion i Stockholm, blott 23 år gammal.
Jansson var fram till sin död en av 1970-talets mest uppmärksammade och framgångsrika speedwayförare, även internationellt rönte han stor uppmärksamhet och var exempelvis proffs hos Cyril Maidments Wimbledon.
Han körde troget för Eskilstunalaget Smederna från 1969 till sin bortgång 1976 och var den i särklass främste stjärnan i laget som bland annat blev dubbel parvärldsmästare och säsongen innan dödskraschen lyckades han 1974 med konsttycket att inför 12245 åskådare ta hem SM-guldet på hemmaplan, gamla Motorstadion i Snälltorpet i Eskilstuna. Tommy Jansson hann aldrig bli individuell världsmästare men det var enligt all expertis bara en tidsfråga. Han spåddes en lysande karriär och tippades inom en snar framtid ta över som regerande världsmästare. 
Kanske kan man säga att han spåddes en karriär lika framgångsrik som den som Tony Rickardsson fick på 1990-talet. 
Han var son till en annan speedwayförare, Joel Jansson, som på 1970-talet efter avslutad karriär var lagledare för Smederna där nu sonen Tommy med största perfektionism och målmedvetenhet hade siktet inställt på att bli bäst av alla. Han fick vara med och vinna lag-SM med Smederna 1973, hans dödskrasch i maj 1976 chockade och lamslog inte bara Smederna, snarare hela hemkommunen Eskilstuna när den lokala superstjärnan plötsligt rycktes bort. Flera av lagkamraterna övervägde att sluta men i skuggan av dödsolyckan lyckades Smederna året efter bli svenska mästare igen 1977. 
Kuriosa är att så sent som 2006, när 30 år gått sedan dödsolyckan på Gubbängens motorstadion, stod ännu Tommys pojkrum orört så som han vid 23 års ålder lämnade det i föräldrarnas lägenhet på Törnerosgatan i Eskilstuna.